# غلوجة خالصة
غلوجة خالصة هي قرية في مقاطعة ميانة، إيران. عدد سكان هذه القرية هو 1,131 في سنة 2006.